# Rockin' Rhythm and Blues
Albums de Jerry Lee Lewis
Sings the Country Music Hall of Fame Hits, Vol. 2
(1969) Together
(1969)
Rockin' Rhythm and Blues est une compilation des chansons de Jerry Lee Lewis, enregistrées par Sam Phillips sous le label Sun Records Company, et sortie en 1969. 

## Liste des chansons
1. Good Golly Miss Molly (J. Marascalo/R. Blackwell)
2. Big Legged Woman
3. Hang Up My Rock and Roll Shoes
4. Save the Last Dance for Me (Doc Pomus/Mort Shuman)
5. Little Queenie (Chuck Berry)
6. Johnny B. Goode (Chuck Berry)
7. Hello Josephine
8. Sweet Little Sixteen (Chuck Berry)
9. C.C. Rider (Traditionnel)
10. What'd I Say (Ray Charles)
11. Good Rockin' Tonight (Roy Brown)

## Source de la traduction
- (en) Cet article est partiellement ou en totalité issu de l’article de Wikipédia en anglais intitulé « Rockin' Rhythm and Blues » (voir la liste des auteurs).